# Centralhatchee
Centralhatchee è un comune degli Stati Uniti d'America, situato nello Stato della Georgia, nella Contea di Heard.